# 치앙라이주
치앙라이(태국어: เชียงราย, Chiang Rai)는 태국 최북단의 주(창왓)이다. 이웃하는 주는 동쪽 시계방향으로, 파야우, 람빵, 치앙마이가 있다. 북쪽에서 미얀마의 샨 주와 라오스의 바께오 지역과 경계를 이룬다.

## 지리
이 주의 평균 해발고도는 580m이다. 북쪽 주는 소위 골든 트라이앵글에 속하며, 그곳은 태국과 라오스, 미얀마와 국경을 이루는 지역으로 매우 치안이 불안하고, 국경 주위에서 마약 밀수가 이루어진다. 메콩강은 라오스와 메사이, 미얀마의 루왁 강과 경계를 형성한다. 치앙라이 시내를 통과해 콕 강으로 흐른다.
이 주의 동쪽은 비교적 평탄한 강가 평원이며, 서쪽 지역은 북쪽 태국의 언덕 지대인 산악지대로 구성되어 있다.

## 역사
치앙라이에 사람이 산 것은 7세기 이전부터 계속되었고, 13세기에는 란나 왕국의 중심지였다. 이 지역은 자연 자원과 직물이 풍부하여 1786년까지는 버마에 의해 점령을 당하였다.
치앙라이는 수세기 동안 란나 왕국의 주가 된 이후에 1910년 태국의 행정구역인 주가 되었다.

## 민족
가장 최대의 민족은 타이족이지만, 인구의 12.5%에 달하는 태국 북부 산악의 소수 민족이 있다. 중국계 후손인 소수민족도 있으며, 이들은 이 지역에 자리를 잡은 중국 국민당의 후손들로 산티크리가 유명하다.

## 상징
치앙라이 주의 인장은 흰 코끼리로 왕실의 상징이기도 하다. 이것은 전설의 멩라이 왕의 코끼리가 이 지역을 좋아하는데, 멩라이 왕이 세운 치앙라이를 기념하기 위해서이다. 이 주목은 재스민 나무이며, 주화는 오렌지 트렘펫이다. 예전의 이 주의 슬로건은 "เหนือสุดในสยาม อร่ามดอยตุง ผดุงวัฒนธรรม รสล้ำข้าวสาร หอมหวานลิ้นจี่ สตรีโสภา ชาเลิศรส สัปปะรดนางแล"이다.
시암의 최북단, 아름다운, 도이퉁, 문화의 지대이며, 가장 맛있는 쌀, 달콤하고 향기로운 리티치(리치 열매), 아름다운 여인, 가장 맛있는 차, 랑나에에서 나오는 파인애플
현재의 슬로건은 다음과 같다: เหนือสุดในสยาม ชายแดนสามแผ่นดิน ถิ่นวัฒนธรรมล้านนา ล้ำค่าพระธาตุดอยตุง
시암의 최북단, 세 땅의 개척자여, 란나와 도이퉁 사원의 고향이여!'

## 행정 구역
치앙라이에는 18개의 암프(군)와 더 세부 행정구역인 124개의 땀본 그리고 1510개의 무반이 있다.
| 1. 므앙치앙라이군 2. 위앙차이군 3. 치앙콩군 4. 틍군 5. 판군 6. 빠댓군 7. 매짠군 8. 치앙샌군 9. 매사이군 | 1. 매수아이군 2. 위앙빠빠오군 3. 파야멩라이군 4. 위앙깬군 5. 쿤탄군 6. 매파루앙군 7. 매라오군 8. 위앙치앙룽군 9. 도이루앙군 |

## 교통
- 치앙라이 국제공항
- 아시아 고속도로 2호선
- 아시아 고속도로 3호선